# كأس فرنسا 1969–70
كأس فرنسا 1969–70 (بالفرنسية: Coupe de France de football 1969-1970)‏ هو الموسم 53 من كأس فرنسا. أشرف على تنظيمه اتحاد فرنسا لكرة القدم، وفاز فيه نادي سانت إتيان.